# Đồng(II) chlorat
Đồng(II) chlorrat là hợp chất hóa học của kim loại chuyển tiếp đồng và anion chlorrat có công thức Cu(ClO3)2. Đồng(II) chlorrat là chất oxy hóa. Nó thường kết tinh với bốn phân tử nước.

## Sản xuất
Đồng(II) chlorrat có thể được tạo ra bằng cách kết hợp dung dịch đồng(II) sunfat 1M với bari chlorrat, dẫn đến sự kết tủa của bari sunfat. Khi dung dịch được lọc, làm lạnh và bay hơi, các tinh thể màu xanh lam sẽ xuất hiện.
CuSO4 + Ba(ClO3)2 → Cu(ClO3)2 + BaSO4↓

## Tính chất
Năm 1902, A Meusser đã nghiên cứu độ hòa tan của đồng(II) chlorrat. Ông thấy rằng nó nóng  chảy và bắt đầu phân hủy trên 73 °C (163 °F; 346 K), giải phóng chlor.
Đồng(II) chlorrat hexahydrat, Cu(ClO3)2·6H2O có khối lượng mol là 338,53948 g/mol và nóng chảy ở 65 °C (149 °F; 338 K). Độ hòa tan của nó trong nước tính bằng g/100 mL ở các nhiệt độ khác nhau: 141 (0 ℃), 164,4 (18 ℃), 195,6 (45 ℃), 332 (70 ℃). Nó cũng hòa tan trong axeton và ethanol.
Đồng(II) chlorrat tetrahydrat có cấu trúc tinh thể trực giao với các tham số a = 12,924, b = 9,502, c = 7,233, V = 888,3Å³, d = 2,26 g/cm³. Mỗi nguyên tử đồng có sự phối hợp bát diện, bao quanh bởi bốn nguyên tử oxy của nước và hai nguyên tử oxy từ các nhóm chlorrat đối diện nhau. Nước gần đồng hơn so với chlorrat, 1,944 so với 2,396, cho thấy hợp chất có hiệu ứng Jahn-Teller. Các nhóm nguyên tử chlorrat có hình dạng của một tứ diện bị biến dạng. Ở 298 K (25 °C), khoảng cách oxy–chlor là 1,498, 1,488 và 1,468, với oxy dài nhất bên cạnh đồng. ∠O–Cu–O (góc phụ thuộc vào đồng bởi các nguyên tử oxy) là 105,2°, 108,3° và 106,8°. Ở nhiệt độ thấp hơn 233 K (−40 °C) các phân tử nước và khoảng cách đồng–chlorrat co lại.
Đồng(II) chlorrat tetrahydrat có các độ hòa tan trong nước như sau: -31 ℃: 54,59; -21 ℃: 57,12; 0,8 ℃: 58,51; 18 ℃: 62,17; 45 ℃: 66,17; 59,6 ℃: 69,42; 71 ℃: 76,9 g /100 mL dung dịch. Dung dịch bão hòa ở 18 ℃ có D = 1,695 g/cm³.
Đồng(II) chlorrat bị phân hủy khi đun nóng, tạo ra khí màu vàng, có thể chứa chlor, oxy và chlor dioxide. Chất rắn màu xanh lá cây còn lại là muối kiềm.
2Cu(ClO3)2 → 2CuO + Cl2↑+ 3O2↑+ 2ClO2
Lưu huỳnh có khả năng phản ứng cao với đồng(II) chlorrat và điều quan trọng là nó không làm nhiễm bẩn các hóa chất, ví dụ như trong chế tạo pháo hoa.

## Hợp chất khác
François-Marie Chertier đã sử dụng đồng(II) chlorrat tetramin để tạo màu xanh dương cho ngọn lửa vào năm 1843. Hợp chất này được viết tắt là TACC với công thức Cu(ClO3)2·4NH3. TACC phát nổ khi va chạm.
Chất này được gọi là đồng Chertier để sử dụng trong pháo hoa màu xanh dương. Tuy nhiên, sự tan chảy của nó có thể gây ra một vấn đề. Hỗn hợp với các muối kim loại khác cũng có thể tạo ra màu tím hoặc màu hoa cà.
Nó cũng đã được sử dụng để tạo màu nâu cho đồng.
Ngoài ra, phức Cu(ClO3)2·6NH3 cũng được biết đến, dưới dạng là chất rắn màu dương, bị phân hủy ở nhiệt độ phòng.
Với N2H4, Cu(ClO3)2·2N2H4 sẽ được tạo thành. Chất kết tủa không màu này rất dễ nổ, ngay cả khi không có sự tác động của con người.